# Thoralf Skolem
Thoralf Albert Skolem (1887-1963) est un mathématicien et logicien norvégien.
Il est particulièrement connu pour les travaux en logique mathématique et théorie des ensembles qui portent à présent son nom, comme le théorème de Löwenheim-Skolem ou la notion de skolémisation.

## Biographie
Bien que le père de Skolem ait été enseignant en école primaire, la plupart des membres de sa famille étaient des agriculteurs. Skolem a fréquenté l'école secondaire à Kristiania (plus tard renommé Oslo), en passant par les examens d'entrée à l'université en 1905. Il est ensuite entré à la Kongelige Frederiks Universitet (l'université d'Oslo) pour étudier des mathématiques, en prenant également des cours de physique, chimie, zoologie et de botanique.
En 1909, il a commencé à travailler comme assistant du physicien Kristian Birkeland, connu pour le bombardement des sphères magnétisées par des électrons et l’obtention d'effets auroraux; Ainsi, les premières publications de Skolem étaient des documents de physique rédigés conjointement avec Birkeland. En 1913, Skolem a passé les examens avec mention et a terminé une thèse intitulée Investigations on the Algebra of Logic. Il a également voyagé avec Birkeland au Soudan pour observer la lumière zodiacale. Il a passé le semestre d'hiver 1915 à l'Université de Göttingen, à l'époque le centre de recherche d'excellence en logique mathématique, méta-mathématique et d'algèbre abstraite, dans lesquels Skolem a finalement excellé. En 1916, il a été nommé chercheur de l'université d'Oslo. En 1918, il devint docteur en mathématiques et fut élu à l'Académie norvégienne des sciences et des lettres.
Skolem n'a pas été officiellement formé comme thésard, pensant que la thèse était inutile en Norvège. Il a ensuite changé d'avis et a soumis une thèse en 1926, intitulée Some theorems about integral solutions to certain algebraic equations and inequalities (« Quelques théorèmes sur les solutions intégrales à certaines équations et inégalités algébriques »). Son directeur de thèse théorique était Axel Thue, même si celui-ci était décédé en 1922.
En 1927, il s'est marié avec Edith Wilhelmine Hasvold.
Skolem a continué à enseigner à l'université d'Oslo jusqu'en 1930, alors qu'il est devenu chercheur associé à l'institut de Chr. Michelsen à Bergen. Ce poste supérieur a permis à Skolem de mener des recherches sans responsabilités administratives ni charge d'enseignement. Cependant, le poste exigeait également qu'il réside à Bergen, une ville qui n'avait plus d'université et donc aucune bibliothèque de recherche, de sorte qu'il ne pouvait pas se tenir au courant de la littérature mathématique. En 1938, il est retourné à Oslo pour devenir professeur de mathématiques à l'université, où il a enseigné des cours d'études supérieures d'algèbre et de théorie des nombres, et aussi, bien que plus occasionnellement, de logique mathématique.
Skolem a été président de la Société mathématique norvégienne et a édité pendant de nombreuses années Norsk Matematisk Tidsskrift (le « Journal mathématique norvégien »). Il était également l'éditeur fondateur de Mathematica Scandinavica.
Après sa retraite en 1957, il a fait plusieurs voyages aux États-Unis, enseignant dans des universités. Il est resté intellectuellement actif jusqu'à sa mort soudaine et inattendue.

## Mathématiques
Skolem a publié environ 180 articles sur les équations diophantiennes, la théorie des groupes, la théorie des treillis et, surtout, en théorie des ensembles et en logique mathématique. Il a surtout été publié dans des revues norvégiennes avec une diffusion internationale limitée, de sorte que ses résultats ont parfois été redécouverts par d'autres. Un exemple est le théorème de Skolem-Noether, caractérisant les automorphismes des algèbres simples. Skolem a publié une preuve en 1927, mais Emmy Noether l'a redécouvert indépendamment quelques années plus tard.
Skolem a été parmi les premiers à écrire sur les treillis. En 1919, il a montré que tout treillis implicatif est distributif et que tout treillis distributif fini est implicatif. Après que ces résultats ont été redécouverts par d'autres, Skolem a publié un article de 1936 en allemand, « Über gewisse 'Verbände' oder 'Lattices' », en examinant ses travaux antérieurs en théorie des treillis.
Skolem était un des premiers théoricien des modèles. En 1920, il a simplifié grandement la preuve d'un théorème que Léopold Löwenheim avait prouvé pour la première fois en 1915, ce qui a abouti au théorème de Löwenheim-Skolem, qui indique que si une théorie de premier ordre a un modèle infini, alors elle a un modèle dénombrable. Sa preuve de 1920 nécessite l'axiome de choix, mais il a donné plus tard (1922 et 1928) des preuves en utilisant le lemme de König à la place de cet axiome. Il est remarquable que Skolem, comme Löwenheim, ait écrit sur la logique mathématique et la théorie des ensembles en employant la notation des autres premiers théoriciens des modèles Charles Sanders Peirce et Ernst Schröder, y compris Π et Σ comme quantificateurs liant des variables, contrairement aux notations de Peano, des Principia Mathematica, et des Principes de logique théorique. Skolem (1934) a été pionnier dans la construction de modèles non standard de l'arithmétique.

## Complétude
La complétude de la logique du premier ordre est un corollaire des résultats que Skolem a prouvé au début des années 1920, mais il n'a pas noté ce fait. Peut-être parce que les mathématiciens et logiciens ne sont pas pleinement conscients de la complétude comme un problème fondamental de méta-mathématique jusqu'à la première édition des Principes de logique théorique de Hilbert et Ackermann, la première édition de 1928, l'a clairement exprimé. Quoi qu'il en soit, Kurt Gödel a ensuite prouvé cette complétude en 1930.
Skolem se méfiait de l'infini et fut l'un des précurseurs du finitisme en mathématiques. Skolem (1923) expose son arithmétique récursive primitive, une contribution très précoce à la théorie des fonctions calculables, afin d'éviter les prétendus paradoxes de l'infini. Puis, il a développé l'arithmétique des entiers naturels en définissant d'abord les objets par récursion primitive, puis en concevant un autre système pour prouver les propriétés des objets définis par le premier système. Ces deux systèmes lui ont permis de définir des nombres premiers et d'énoncer une quantité considérable de propositions de la théorie des nombres. Si le premier de ces systèmes peut être considéré comme un langage de programmation pour définir des objets, et le second comme logique de programmation pour prouver des propriétés sur les objets, Skolem peut être considéré comme un pionnier non désiré de l'informatique théorique.
En 1929, Presburger a prouvé que l'arithmétique de Peano sans multiplication était cohérente, complète et décidable. L'année suivante, Skolem a prouvé qu'il en était de même de l'arithmétique de Peano sans l'addition, un système nommé arithmétique de Skolem en son honneur. Le célèbre résultat de Gödel en 1931, est que l'arithmétique de Peano elle-même (à la fois addition et multiplication) est incomplète et donc a posteriori indécidable.

Hao Wang a rendu hommage au travail de Skolem comme suit :
« Skolem a tendance à traiter les problèmes généraux par des exemples concrets. Il a souvent semblé présenter des preuves dans le même ordre qu'il les a découvertes. Il en résulte une nouvelle informalité ainsi qu'une certaine inconclusivité. [...] Ses idées sont souvent potentiellement capables d'une large application. Il était un « esprit libre » : il n'appartenait à aucune école, il n'en a pas fondé une, il ne faisait généralement pas grand usage de résultats connus... il était un innovateur et la plupart de ses documents peuvent être lus et compris par ceux qui n'ont pas beaucoup de connaissances en la matière. Il semble très probable que, s'il était jeune aujourd'hui, la logique... n'aurait pas fait appel à lui. » (Skolem 1970: 17-18)